# Mewat

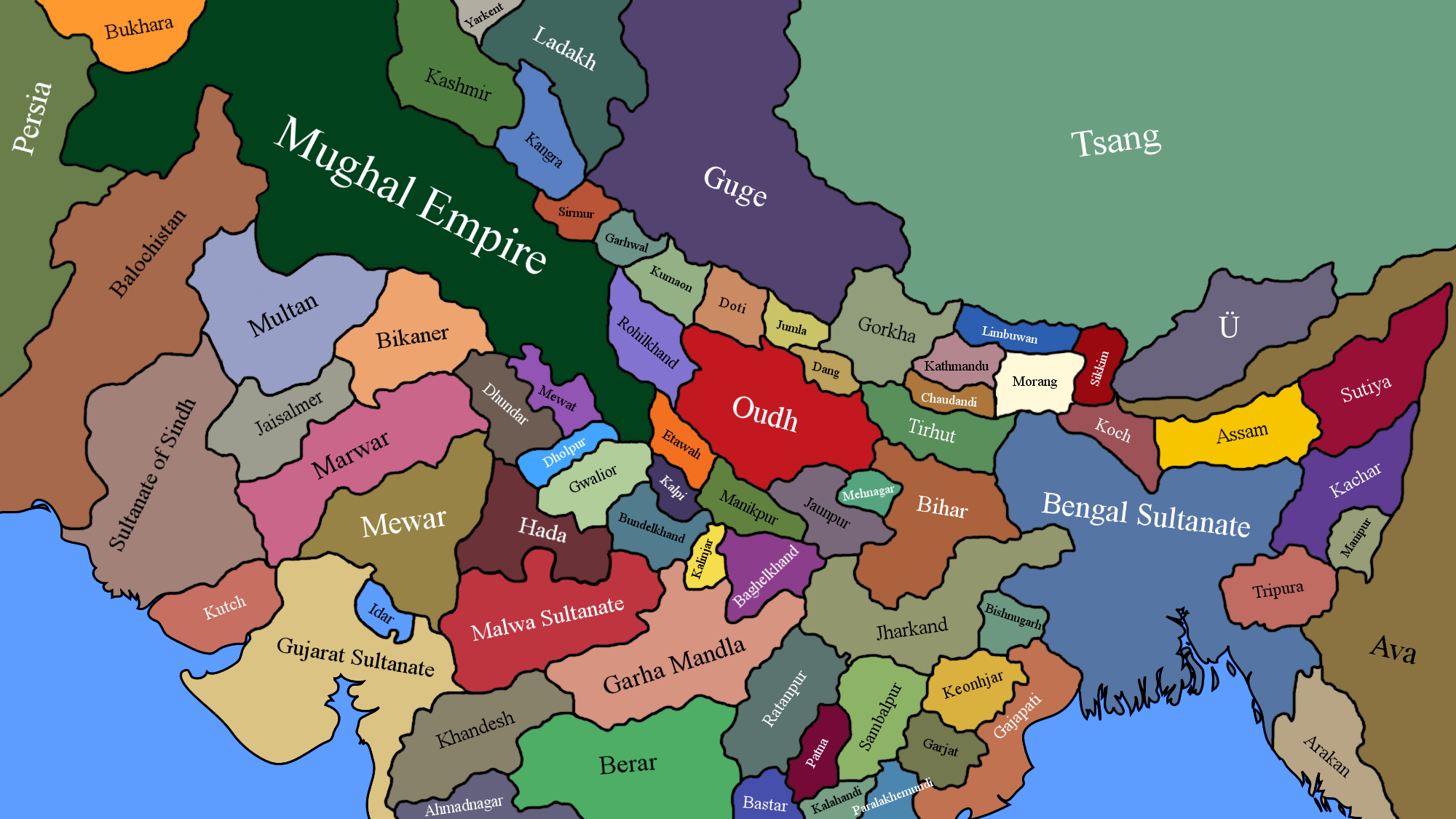
Nordindien nach der Ersten Schlacht von Panipat 1526 mit Mewat (in Violett)

Mewat (Hindi: मेवात, Urdu: ميوات Mevāt [meːˈʋɑːt̪]) ist eine Region in Nordindien, die die Distrikte Alwar und Bharatpur des indischen Bundesstaates Rajasthan und den Distrikt Nuh in Haryana umfasst. Sie befindet sich ungefähr 60 Kilometer südwestlich von Delhi und ist nach den Meos, einer muslimischen Bauernkaste, die für sich selbst rajputische Abstammung in Anspruch nimmt, benannt. Ursprünglich umfasste Mewat auch Mathura, das zu Uttar Pradesh gehört, sowie Teile von Madhya Pradesh. Mewat bildet die Heimatregion der heute international operierenden islamischen Missionsbewegung Tablighi Jamaat. Sie hat als Missionsbewegung unter den Meos begonnen, allerdings stehen heute viele Meos der Tablighi Jamaat ablehnend gegenüber.

## Geschichte

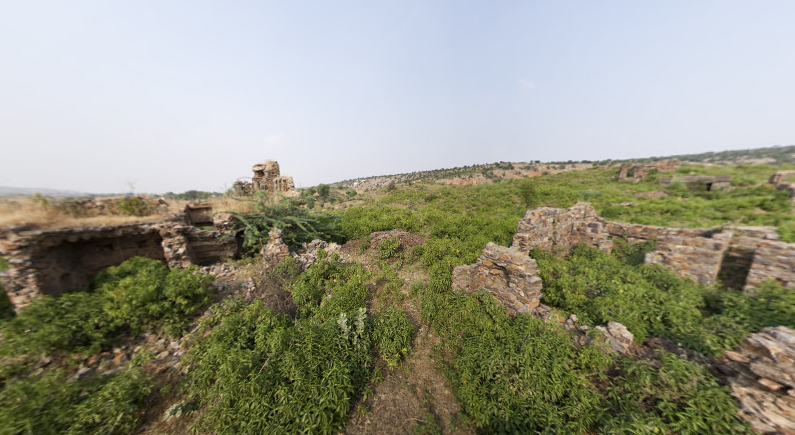
Das Fort Indore in den Aravallibergen westlich von Nuh war eine der Hochburgen der Khanzadas.

Nach ersten Militärexpeditionen gegen Mewat unter Iltutmish kam das Gebiet 1267 unter die Kontrolle des Sultanats von Delhi. Im 14. Jahrhundert trat ein bedeutender Teil der Meos unter dem Einfluss sufischer Prediger zum Islam über. Ende des 14. Jahrhunderts kam das Gebiet unter die Herrschaft der sogenannten Khanzadas, muslimischer Rajputen, die sich vom Sultanat von Delhi unabhängig machten und mit diesem in ständige Kriege verwickelt waren. Banden der Meos überfielen in dieser Zeit häufig Delhi und unternahmen in der Stadt Plünderungen. Der letzte der Khanzada-Herrscher wurde im März 1527 von Babur in der Schlacht von Khanwa besiegt. Damit wurde das Gebiet Teil des Mogulreiches, allerdings fungierten Angehörige der Khanzada-Familie weiter als Zamindare. Im 18. Jahrhundert besetzten Jats und Marathen die südlichen Teile der Mewat-Region.
Bis zu den 1920er Jahren waren die Meo-Bauern allein dem Namen nach Muslime, während sie in Wirklichkeit zahlreiche Hindu-Bräuche und -Feste beibehielten. Der Islam beschränkte sich bei ihnen auf einzelne Äußerlichkeiten wie die männliche Zirkumzision, die Nikah-Ehe und islamische Begräbnisriten. Nur wenige Meos waren mit der kalima, dem islamischen Glaubensbekenntnis, vertraut. Dies änderte sich erst, als 1926 Maulana Muhammad Ilyas (1885–1944) in Nuh eine islamische „Glaubensbewegung“ (tahrīk-i īmān) gründete und die Meos mit dem Slogan Aye  Musalmano Musalman bano („Muslime, werdet Muslime!“) zur Erfüllung der islamischen Ritualpflichten aufforderte. Er hatte schon vorher in Mewat mehrere Moschee-gestützte Schulen und Madrasas gegründet.
Im Rahmen von Meo-Aufständen gegen die Hindu Rajas von Bharatpur und Alwar und der Abwehr der Missionsbemühungen der hinduistischen Arya-Samaj-Gemeinschaft, die die Meos durch spirituelle Reinigung (shuddhi) zum Hinduismus zurückzuholen versuchte, kam es ab Mitte der 1920er Jahre zu einer beträchtlichen Schärfung der muslimischen Identität bei den Meos, die auch mit der Aufnahme islamischer missionarischer Aktivitäten einherging. Der Meo-Aufstand von 1932/33 führte zur Verbannung des Fürsten von Alwar.
Bis zum Tode von Maulana Muhammad Ilyas im Jahre 1944 schloss sich eine große Anzahl von Meos der von ihm gegründeten Tablighi Jamaat („Verkündigungsgemeinschaft“) an, die sich nach dem Zweiten Weltkrieg zu einer internationalen islamischen Missionsbewegung weiterentwickelte. Nach der Teilung Indiens im Jahre 1947 kam es in Mewat zu blutigen Auseinandersetzungen zwischen Meos und Hindus, denen mehrere Zehntausend Meos zum Opfer fielen.
Das Gebiet wurde, ohne eine politische oder administrative Einheit zu bilden, zunächst Teil des indischen Bundesstaates Punjab; nach dessen Teilung im November 1966 wurde es dem neugebildeten Staat Haryana zugeschlagen. Am 4. April 2005 wurde aus Teilen der bereits bestehenden Distrikte Gurgaon und Faridabad ein neuer Distrikt Mewat gebildet. Ein Teil des Distriktes wurde 2008 abgetrennt, um den neuen Distrikt Palwal zu bilden. 2016 wurde der Distrikt Mewat in Nuh umbenannt.

## Bevölkerung
Die größte Bevölkerungsgruppe in Mewat sind die muslimischen Meos. Unter den Meos ist die Tablighi Jamaat weit verbreitet, allerdings gibt es bei den Meos auch starken Widerstand gegen die egalitaristische Ideologie dieser Bewegung. Der Einfluss des Kastenwesens mit dem Jati-Konzept ist unter den Meos immer noch sehr stark. Die Muslime von Mewat gliedern sich in die Kasten der unchi zaat („Hohe Kaste“) und der niche zaat („Niedrige Kaste“) ähnlich wie die Jats und Ahirs, die in dem Gebiet wohnen. Meos sind endogam, heiraten also nicht außerhalb ihrer Gemeinschaft. Parallelcousinenehen sind streng verboten. Als ʿUlamā' der Tablighi Jamaat in den 1960er Jahren solche Ehen bei den Meos einzuführen versuchten, stießen sie bei ihnen auf großen Widerstand. Die Burqa ist bei Meoni-Frauen in Mewat so gut wie unbekannt.